# Heteroonops singulus
Espèce
Synonymes
- Oonops singulus Gertsch & Davis, 1942

Heteroonops singulus est une espèce d'araignées aranéomorphes de la famille des Oonopidae.

## Distribution
Cette espèce est endémique du Veracruz au Mexique,.

## Description
La femelle décrite par Platnick et Dupérré en 2009 mesure 1,46 mm.

## Publication originale
- Gertsch & Davis, 1942 : Report on a collection of spiders from Mexico. IV. American Museum novitates, no 1158, p. 1-19 (texte intégral).